# Шёнфельд (Эльба)
Шёнфельд (нем. Schönfeld) — бывшая община в Германии, в земле Саксония-Анхальт. С 1 января 2010 года включена в коммуну Камерн.
Входил в состав района Штендаль. Подчинялся управлению Эльбе-Хафель-Ланд. Население составляло 213 человек (на 31 декабря 2008 года). Площадь 20,30 км².
Первое упоминание Шёнфельда относится к 1420 году.